# 安兜駅
安兜駅（あんとうえき、閩南語:Am-thâu tsām）は、中華人民共和国福建省廈門市湖里区成功大道と枋湖北路の交差点にある、廈門軌道交通3号線の駅である。

## 歴史
- 2021年6月25日3号線の駅として開業。

## 駅構造

### のりば
| 番線 | 路線              | 方面                                    | 行先          |
| ---- | ----------------- | --------------------------------------- | ------------- |
|      | 廈門軌道交通3号線 | 火炬園・湖浜東路・曽厝垵・廈大南門 方面 | 沙坡尾 行き   |
|      | 廈門軌道交通3号線 | 東界・蔡厝・大嶝北・双滬 方面           | 翔安機場 行き |

## 隣の駅
廈門軌道交通
■3号線
小東山駅 - 安兜駅 - 坂尚駅